# パキサ・フリーウェイ
パキサ・フリーウェイ ( Phakisa Freeway, "ファキサ"とも表記 ) は、南アフリカ共和国のフリーステイト州ウェルコムにあるサーキットである。"Phakisa" はソト語で「急げ(hurry up)」を意味する。所在地名からウェルコム・サーキットと呼ばれる場合もある。

## サーキットの概要
1998年9月、同地にあった Goldfields Raceway を全面リニューアルする形で建設が開始された。翌1999年4月にはサーキット本体とパドックが完成し、最初の国内レースがおこなわれた。そして10月には施設全体が完成し、ロードレース世界選手権第15戦南アフリカグランプリが開催された。同GPはその後2004年までの6年間開催された。
GPの開催されたロードコースに重なる形で1.5マイルのスーパースピードウェイ (オーバルトラック) も併設されている。当時はツインリンクもてぎ（日本）、ユーロスピードウェイ・ラウジッツ（ドイツ）、ロッキンガム・モーター・スピードウェイなど、オーバル併設のロードコース建設が盛んな時期であった。2010年には「Free State 500」というストックカーのエキシビジョンレースが開催されたが、インディカーやNASCARのようなメジャーシリーズは誘致できなかった。
トラックのレイアウトはアメリカ・ネバダ州のラスベガス・モーター・スピードウェイに似ている。2004年の南アフリカGP250ccクラスのレースでは、セバスチャン・ポルトが(ロードコースから遠く離れた)このオーバルトラックまでコースアウトしてしまい一時最下位まで落ちるが、その後怒濤の追い上げで3位表彰台に立つ活躍を見せた。